# 麦明凯
麦明凯(英語：或者英語：, 1964年3月9日—)是一位英国企业家。菲亚特克莱斯勒汽车首席执行官。中文名叫麦明凯。

## 生平
是一名工程师，曾在雷诺和标致经销部门任职。2000年公司被戴姆勒收购，被任命为戴姆勒英国公司网络发展总监。2003年被派遣到美国工作。2008年成为克莱斯勒汽车销售执行副总裁和亚洲区首席运营官。之后担任吉普汽车总裁，吉普汽车年销售量从2009年的32万辆增长到2015年的123万辆。
2018年7月21日被任命为菲亚特克莱斯勒汽车首席执行官，以接替因病离职的塞尔吉奥·马尔乔内 
他被同事描述为一个工作狂。